# Bosnisch-herzegowinischer Fußball-Cup 2005/06
Der bosnisch-herzegowinische Fußballpokal 2005/06 (in der Landessprache Kup Bosne i Hercegovine) wurde zum zwölften Mal ausgespielt. Sieger wurde der HNK Orašje, der sich in den Finalspielen gegen den späteren Meister NK Široki Brijeg durchsetzte.
In der 1. Runde fand nur ein Spiel statt, ab dem Achtelfinale gab es in jeder Runde je ein Hin- und Rückspiel. War ein Elfmeterschießen nötig, geschah dies ohne vorherige Verlängerung. Der Sieger nahm an der 1. Qualifikationsrunde im UEFA-Pokal 2006/07 teil.

## Teilnehmende Vereine aus den Landesverbänden
| Föderation Bosnien und Herzegowina (22) | Republika Srpska (10) |
| --- | --- |
| - FK Budućnost Banovići - FK Bosna Kalesija - NK Čelik Zenica - FK Igman Konjic - NK Jedinstvo Bihać - NK Odžak 102 - HNK Orašje - NK MIS Kreševo - NK Posušje - FK Rudar Kakanj - NK SAŠK Napredak - NK Široki Brijeg - FK Sarajevo - FK Sloboda Tuzla - NK Travnik - HNK Tomislav Tomislavgrad - FK UNIS Vogošća - FK Velež Mostar - NK Vitez - HNK Zrinjski Mostar - FK Željezničar Sarajevo - NK Limorad Žepče | - FK Borac Banja Luka - NK Jedinstvo Brčko - FK Kozara Gradiška - FK Leotar Trebinje - FK Ljubić Prnjavor - FK Modriča Maksima - FK Sloga Doboj - FK Radnik Bijeljina - FK Rudar Ugljevik - FK Slavija Sarajevo |

## 1. Runde
Die Spiele fanden am 21. September, 4. und 11. Oktober 2005 statt.
|                       | Ergebnis        |                           |
| --------------------- | --------------- | ------------------------- |
| HNK Orašje            | 3:1             | FK Velež Mostar           |
| FK Sarajevo           | 2:0             | FK Leotar Trebinje        |
| FK Slavija Sarajevo   | 4:4 (4:3 i. E.) | NK Jedinstvo Bihać        |
| NK Čelik Zenica       | 0:1             | NK SAŠK Napredak          |
| HNK Zrinjski Mostar   | 5:0             | FK Kozara Gradiška        |
| FK Borac Banja Luka   | 4:0             | NK Travnik                |
| FK Sloga Doboj        | 0:2             | FK Modriča Maksima        |
| FK Budućnost Banovići | 2:0             | FK Bosna Kalesija         |
| FK Radnik Bijeljina   | 2:3             | FK Igman Konjic           |
| NK Limorad Žepče      | 7:0             | NK Vitez                  |
| FK Rudar Ugljevik     | 1:0             | FK Ljubić Prnjavor        |
| FK Rudar Kakanj       | 3:1             | FK UNIS Vogošća           |
| NK MIS Kreševo        | 3:0             | HNK Tomislav Tomislavgrad |
| FK Sloboda Tuzla      | 0:1             | FK Željezničar Sarajevo   |
| NK Odžak 102          | 0:3             | NK Široki Brijeg          |
| NK Posušje            | 3:0             | NK Jedinstvo Brčko        |

## Achtelfinale
Die Hinspiele fanden am 19. Oktober 2005 statt, die Rückspiele am 26. Oktober 2005.
|                         | Gesamt    |                       | Hinspiel | Rückspiel |
| ----------------------- | --------- | --------------------- | -------- | --------- |
| HNK Orašje              | 2:1       | FK Budućnost Banovići | 2:1      | 0:0       |
| HNK Zrinjski Mostar     | (a)3:3(a) | FK Modriča Maksima    | 3:1      | 0:2       |
| NK Posušje              | 0:1       | NK Limorad Žepče      | 0:0      | 0:1       |
| FK Sarajevo             | 7:1       | FK Borac Banja Luka   | 4:0      | 3:1       |
| FK Željezničar Sarajevo | 2:1       | FK Rudar Ugljevik     | 2:0      | 0:1       |
| NK Široki Brijeg        | 2:1       | FK Rudar Kakanj       | 2:0      | 0:1       |
| NK SAŠK Napredak        | 0:5       | FK Slavija Sarajevo   | 0:1      | 0:4       |
| NK MIS Kreševo          | 3:1       | FK Igman Konjic       | 3:0      | 0:1       |

## Viertelfinale
Die Hinspiele fanden am 9. November 2005 statt, die Rückspiele am 16. November 2005.
|                    | Gesamt |                         | Hinspiel | Rückspiel |
| ------------------ | ------ | ----------------------- | -------- | --------- |
| NK Široki Brijeg   | 5:1    | FK Slavija Sarajevo     | 4:0      | 1:1       |
| NK Limorad Žepče   | 3:2    | NK MIS Kreševo          | 1:0      | 2:2       |
| FK Modriča Maksima | 1:6    | HNK Orašje              | 0:5      | 1:1       |
| FK Sarajevo        | 1:4    | FK Željezničar Sarajevo | 1:1      | 00:3 1    |

## Halbfinale
Die Hinspiele fanden am 29. März 2006 statt, die Rückspiele am 12. April 2006.
|                      | Gesamt |                  | Hinspiel | Rückspiel |
| -------------------- | ------ | ---------------- | -------- | --------- |
| HNK Orašje           | 3:2    | NK Limorad Žepče | 2:1      | 1:1       |
| Željezničar Sarajevo | 1:2    | NK Široki Brijeg | 1:0      | 0:2       |

## Finale

### Hinspiel
| Paarung          | NK Široki Brijeg – HNK Orašje |
| Ergebnis         | 0:0 |
| Datum            | 19. April 2006 |
| Stadion          | Pecara-Stadion, Široki Brijeg |
| Zuschauer        | 2.000 |
| Schiedsrichter   | Novo Panić |
| Tore             | keine |
| NK Široki Brijeg | Vladimir Vasilj – Branimir Anić, Boris Pandža, Ivica Landeka – Dalibor Šilić, Danijel Bajkuša – Spomenko Bošnjak (71. Marko Kovačić), Wagner Santos Lago – Josip Lukačević (56. Franjo Šakić), Ivica Galić (46. Nikola Juričić) – Celson Ricardo Borges de Jesus Cheftrainer: Ivica Barbarić |
| HNK Orašje       | Luka Kobaš – Miro Klaić, Goran Živković, Luka Brašnić, Drago Mišković – Ivo Pejić, Stamenko Čošković, Slaven Damjanović (59. Slavko Kobaš), Edin Husić – Damir Tosunović (87. Ivan Breškić), Velimir Brašnić (62. Ilija Ristanić) Cheftrainer: Davor Mladina                                 |
| Gelbe Karten     | Boris Pandža, Franjo Šakić – Miro Klaić |
| Platzverweise    | keine – Goran Živković, Stamenko Čošković |

### Rückspiel
| Paarung          | HNK Orašje – NK Široki Brijeg |
| Ergebnis         | 3:0 (0:0) |
| Datum            | 3. Mai 2006 |
| Stadion          | Gradski Stadion, Orasje |
| Zuschauer        | 3.000 |
| Schiedsrichter   | Mevludin Efendić |
| Tore             | 1:0 Ivo Pejić (54.) 2:0 Slavko Kobaš (79.) 3:0 Ivo Pejić (90.+3') |
| HNK Orašje       | Luka Kobaš – Drago Mišković, Miro Klaić, Goran Živković, Luka Brašnić (83. Ivica Babić) – Stamenko Čošković, Ivo Pejić, Edin Husić, Slaven Damjanović (46. Slavko Kobaš) – Damir Tosunović, Velimir Brašnić (88. Ilija Ristanić) Cheftrainer: Davor Mladina                            |
| NK Široki Brijeg | Vladimir Vasilj – Branimir Anić, Ivica Landeka, Stipe Režić – Dalibor Šilić, Danijel Bajkuša (46. Josip Lukačević) – Wagner Santos Lago (64. Nikola Juričić), Spomenko Bošnjak – William Etchu Tabi, Ronielle Faria Gomes – Celson Ricardo Borges de Jesus Cheftrainer: Ivica Barbarić |
| Gelbe Karten     | Damir Tosunović, Luka Brašnić – Spomenko Bošnjak, Branimir Anić |